# AMBER-1800
AMBER-1800 — наземна мобільна радіолокаційна станція УКХ діапазону. Розроблена в Литві компанією Altimus-tech ( колишня LitakTak) . Станція призначена для автоматичного виявлення повітряних об'єктів, їх координат за азимутом та дальністю.
В Україні станція локалізована під назвою Бурштин-1800. Монтується на напівпричіп, а у 2019 році було продемонстровано зразок на шасі КрАЗ-7634.

## Історія
Станцію AMBER-1800 розробила литовська компанія Altimus-tech. Вперше станцію представили у вересні 2014 року на виставці MSPO 2014 у м. Кельці (Польща).

## Опис

### Функції
- виявлення, відображення та автоматичне визначення координат азимута та дальності повітряних об'єктів
- автоматичний супровід трас повітряних об'єктів та розрахунок параметрів їх руху
- автоматичне керування радіовисотоміром, оснащеним екстрактором А-1000Н, розрахунок та прив'язка висоти до площини координат
- автоматична видача радіолокаційної інформації по телефонному каналу користувачу
- документування радіолокаційної інформації
- контроль технічного стану та діагностика основних складових РЛС

### Будова
У РЛС AMBER-1800 використовується твердотільний передавач і приймач.
Антена складається з 2 рядів, кожен несе 12 модулів-кілець. Радіатори горизонтально лінійно поляризовані. Для близьких дистанцій використовується амплітудна маніпуляція сигналу типу «увімкнено-вимкнено» з періодом у 6 мікросекунд.
Горизонтування причепу забезпечується автоматизовано / вручну електричними приводами встановленими на шасі.
Рухома РЛС метрового діапазону (радіолокатор) виконана на основі багатосекційної антенної системи, що автоматично розкривається, та здатна працювати в необхідних кліматичних умовах:
- Швидкість вітру — до 35 м/с;
- Обмерзання — до 10 мм.

## Тактико-технічні характеристики
За даними різних джерел:
- радіус дії: 350 км (опціонально до 500 км)
- ширина діаграми спрямованості: 6°
- точність: 270 м, 0,4°
- потужність передавача: 8 або 30 кВт
- робочий діапазон частот: 140—180 МГц
- час на розгортання у бойове положення: 12 хв
- висота фазового центру антени: 6 м
- вихідний імпеданс: 50 Ом

АЩП забезпечує робочу швидкість обертання антени від 3 до 6 об / хв.
Час розгортання / згортання АЩП після розміщення на підготовленій позиції не перевищує 12 хвилин.

## Модифікації
Радіолокаційна станція локалізована в Україні, і виготовляється під назвою Бурштин-1800. Її виробляє фірма «Аеротехніка-МЛТ». Монтується на напівпричіп.
У 2019 році було продемонстровано зразок на шасі КрАЗ-7634. У лютому 2019 року повідомлялося про поломку шасі КрАЗ-7634 під час перегону станції за маршрутом Київ—Херсон.

## Експлуатація
В травні 2024 року Україна отримає 6 станцій від Литви.